# Batalha do Centro Cívico
Batalha do Centro Cívico foi o episódio ocorrido em 29 de abril de 2015, em frente ao Palácio Iguaçu, em Curitiba, no Estado do Paraná, também chamado de "massacre", tamanha a violência empregada pela polícia, por ordem do governo contra os manifestantes que o acontecimento chegou a ter repercussão internacional.
Os manifestantes tentaram impedir a aprovação na Alep de uma proposta governamental potencialmente inconstitucional que, na sua visão, tencionava desviar verbas da previdência dos servidores públicos estaduais para o caixa do governo, tornando posteriormente inviável esse já combalido fundo previdenciário.
O governo afirmou que seriam preservadas as garantias (direitos) dos servidores e que o sistema (previdenciário) teria solvência por mais 29 anos. Além disso, que o fundo previdenciário (capitalizado em R$ 8,5 bilhões em 29 de abril de 2015) teria, a partir de 2021, aporte de 1 bilhão de reais oriundos dos royalties da usina de Itaipu. No entanto, os servidores alegaram que, depois dessa mudança, com o tempo a instituição (Previdência) teria mais a pagar do que a receber e que o próprio governador, inclusive, admitiu que errara ao mexer na formatação dessa previdência em 2012 que onerou o caixa do Estado "não conseguindo mais honrar esses compromissos".
O que ajudou a aumentar a apreensão popular sobre a votação de projetos do governo foi uma denúncia que revelou indícios da ocorrência de barganha de votos parlamentares. Essa não foi a primeira vez que esse referido projeto (sobre a previdência dos funcionários públicos estaduais) fora encaminhado à Assembleia; houve uma primeira tentativa de votação em 11 de fevereiro de 2015, que seria realizada de modo sumário, em um regime denominado Comissão Geral (também chamado jocosamente de "tratoraço"), por interesse do governo, em que uma proposta é votada rapidamente, sem a devida análise detalhada pelas comissões do Legislativo, votação essa que fora frustrada pela ocupação do plenário da Alep pelos manifestantes que seriam severamente prejudicados com a sua eventual aprovação. Uma das consequências disso foi uma modificação no Regimento Interno da Assembleia Legislativa do Estado do Paraná, revogando seu artigo nº 107, o que pôs fim a esse tipo de votação expressa.
Em decorrência dos fatos supracitados, o então governador do Paraná, Beto Richa, e seus apoiadores se tornaram réus de ação civil pública por improbidade administrativa.